# Miguelina Acosta Cárdenas
Pour les articles homonymes, voir Acosta et Cárdenas.
Miguelina Acosta Cárdenas (23 novembre 1887–26 octobre 1933) est une militante féministe, anarcho-syndicaliste, enseignante et avocate péruvienne, qui a consacré une grande partie de sa vie à la lutte pour les droits des femmes, des peuples amazoniens et ceux de la classe ouvrière. Elle est la première femme péruvienne diplômée en droit au Pérou et est considérée comme la première avocate plaidante de son pays.

## Biographie
Miguelina Acosta Cárdenas est née à Yurimaguas, dans le département de Loreto, le 23 novembre 1887. Sa famille possède une plantation de caoutchouc à Loreto. Lorsqu'elle a entre 12 et 16 ans, elle voyage en Europe avec sa mère pour y étudier. Pendant cette période, elle étudie en France, en Suisse et en Allemagne. En Europe, Miguelina Acosta Cárdenas est  immergée dans un environnement qui favorise ses idées progressistes. À son retour au Pérou, elle fonde une école pour jeunes filles (Colegio de Señoritas) à Yurimaguas, et le premier centre d'éducation initiale au Pérou. À cette époque, la période d'exploitation du caoutchouc prend fin en raison de la découverte de substituts synthétiques.
Les études de Miguelina Acosta Cárdenas, en Europe, n'étant pas reconnues au Pérou, elle entre à la faculté d'art de l'université nationale principale de San Marcos à Lima, où elle fait l'expérience de la discrimination et de l'exclusion, l'enseignement universitaire et la pratique professionnelle étant considérés, à l'époque, au Pérou, comme des privilèges exclusivement masculins. Pendant ses études universitaires, elle s'intéresse à différents groupes d'activistes sociaux et politiques, notamment avec l'association pro-indigène, une institution fondée, en 1909, par Pedro Zulen (en) et Dora Mayer, alors étudiants.
Après avoir terminé ses études à la faculté des lettres, Miguelina Acosta Cárdenas entre à la faculté de droit et de sciences politiques, dont elle sort diplômée en 1920 avec une thèse sur l'égalité civile et juridique entre les hommes et les femmes. Elle obtient ensuite un doctorat en droit avec la thèse « Réformes nécessaires du code civil commun péruvien visant à rendre effective l'égalité civile et juridique des hommes et des femmes ».

## Carrière
En 1914, elle commence à contribuer au mouvement naissant des femmes péruviennes. Acosta Cárdenas est élue membre du conseil d'administration de l'organisation féministe Evolución Femenina, fondée la même année par María Jesús Alvarado Rivera. Au sein de cette organisation, elle réclame pour les femmes de meilleures possibilités d'éducation ainsi que les mêmes droits civils et politiques que les hommes.
En 1917, elle fonde, avec Dora Mayer, l'hebdomadaire indépendant La Crítica, dont elle est la rédactrice en chef jusqu'en 1920.
Après avoir obtenu son diplôme d'avocate, elle ouvre un bureau où elle défend les droits des travailleurs et des femmes, devenant ainsi la première avocate à ouvrir un cabinet professionnel. Après avoir commencé son exercice professionnel, Acosta Cárdenas ne cesse de participer aux activités sociales à Lima qui visent à améliorer la condition des travailleurs, des autochtones et des femmes. Parmi celles-ci, il convient de souligner sa participation à la Deuxième conférence panaméricaine des femmes en décembre 1924. Elle y exprime l'idée d'un système d'éducation flexible pour les enfants indigènes en créant un système d'écoles rurales mobiles. La participation d'Acosta Cárdenas au cercle d'intellectuels, de travailleurs et d'Indiens qui s'est formé autour de José Carlos Mariátegui, entre 1923 et 1930, conduit à la publication de cette exposition en février 1928 dans la revue d'avant-garde Amauta.
Elle est secrétaire d'Evolución Femenina, une association féministe, elle participe également à la section féminine de La Liga Agraria et de son annexe El Bazar Nacional et est membre honoraire de la société Labor Feminist. Elle a également été enseignante dans les universités populaires González Prada et a collaboré à El Obrero Textil et Amauta en 1920.
Acosta Cárdenas oscille entre son idéologie anarchiste et féministe, et son adhésion à une branche théosophique hindoue internationale. Elle est active dans la société mixte Égalité n° 636. Elle participe à des réunions avec le théosophe hindou Curuppumullage Jinarajadasa, qui reconnaît leur fraternité internationale. Le 19 avril 1929, elle apparaît, aux côtés de Zoila Aurora Cáceres (en), Laura Farje de Leo et María Negrón Ugarte, comme l'une des associés fondateurs.

## Décès et héritage
En 1933, à seulement 45 ans, Miguelina Acosta Cárdenas est victime d'un accident dentaire ; une mauvaise extraction de dent provoque une infection qui conduit à sa mort, à Lima, le 26 octobre 1933. Elle est enterrée au cimetière de Baquíjano y Carrillo del Callao.
En 2020, les éditeurs de Heraldos, dans une édition de Joel Rojas, publient Miguelina Acosta Cárdenas - Escritos selectos, une compilation de plus de 30 articles d'opinion, publiés et inédits, et deux thèses de Miguelina Acosta Cárdenas.